# Anna Craelius
Anna Pauline Craelius, född 22 december 1857, död 26 juli 1933, var en svensk målare.
Hon var dotter till sekreteraren vid Kommerskollegium Frans Anton Craelius och Beate Pauline Lundbom. Anna Craelius studerade vid Konstakademien i Stockholm 1880. Hon gifte sig 1901 med bataljonsläkaren Per Axel Ljungberg (1866–1904). De är begravda på Solna kyrkogård.